# Goto, l'isola dell'amore
Goto, l'isola dell'amore (Goto, l'île d'amour) è un film del 1968 diretto da Walerian Borowczyk.

## Trama
In un’isola sperduta in mezzo all’ oceano, segregata dal resto del mondo dal 1887, a causa di un devastante terremoto, vige una rigida gerarchia militare che fa capo al governatore Goto III, appartenente alla terza generazione di una stirpe di regnanti omonimi. In un ambiente dove tutto è militarizzato e fortemente controllato, dall'istruzione dei giovani alla pianificazione del lavoro, l'amore tra Glossia, moglie di Goto, e il giovane tenente Gono rappresenta l'unica trasgressione. Glossia è l'oggetto del desiderio anche di Grozo, un detenuto, che, dopo aver sconfitto il suo compagno di cella in un duello, viene perdonato dal regime e assunto come addetto alla cattura delle mosche, conquistando la fiducia di Goto. Nel frattempo Glossia e Gono progettano di fuggire su una barchetta malmessa, attraccata alla riva, che affonda sotto il moto ondoso dell'oceano, dopo essere stata spinta inconsapevolmente da Goto,  infrangendo i sogni di libertà di Glossia.
Scoperto il tradimento di Glossia, Goto cede la propria pistola a Grozo perché possa sparare ai due amanti, ma Grozo fa esplodere un colpo letale alla tempia di Goto e prepara la scena in modo da farla sembrare un suicidio. Così Grozo approfitta della morte del sovrano per tentare la scalata al potere. Prima accusa e fa condannare a morte Gono per l'omicidio di Goto, nascondendo il fatto a Glossia, momentaneamente tenuta in custodia in una cella della fortezza; poi assume ruoli di vertice nei ranghi militari fino a diventare governatore. Quando, per Grozo, arriva il momento di conquistare definitivamente l'amore di Glossia, dopo averle rivelato la verità sulla condanna del suo amante, Glossia fugge e muore lanciandosi dalla scalinata interna della fortezza, gettando Grozo nella disperazione.